# Lista de treinadores do Los Angeles Lakers

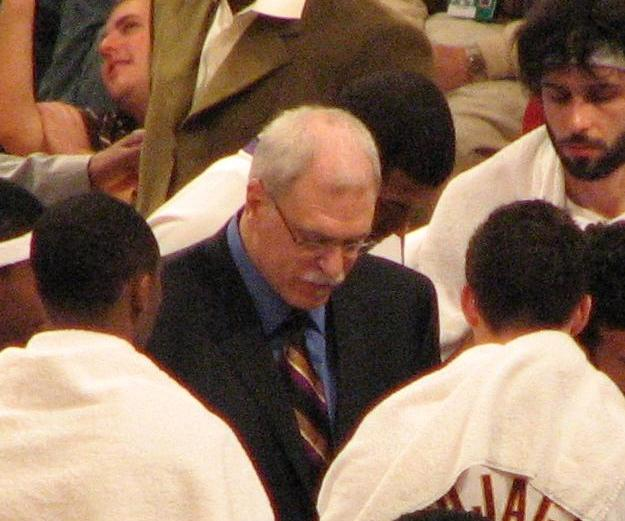
Phil Jackson foi técnico do Los Angeles Lakers

Esta é uma lista dos treinadores do Los Angeles Lakers por ordem cronológica, time profissional de basquetebol, que pertence à Divisão do Pacífico, da Conferência Oeste, da National Basketball Association (NBA), anteriormente conhecido como "Minneapolis Lakers", por ser sediado em Minneapolis. Tem como ginásio oficial o Staples Center. Na história da NBA, a equipe do Lakers não chegou aos play-offs apenas cinco vezes. De acordo com a revista Forbes, o time possui a segunda maior franquia dos Estados Unidos, com aproximadamente US$ 584 milhões, sendo superado apenas pelo New York Knicks. O Lakers tem como presidente Jerry Buss e como gerente geral Mitch Kupchak.
A equipe já possuiu 21 diferentes treinadores na NBA. O primeiro desta franquia foi John Kundla, o qual dirigiu por 11 temporadas o Lakers. Em adição, o time venceu quatro de cinco campeonatos que disputou sob o comando de Kundla. Pat Riley é considerado como o maior técnico da história do clube, pois foi o líder em número de jogos treinados e vitórias tanto na temporada regular como nos play-offs. Riley também entrou para o Basketball Hall of Fame em 2008. No total, o Los Angeles Lakers venceu 14 campeonatos, sendo que cinco no comando de Kundla, quatro no de Riley, três com Phil Jackson, um com Bill Sharman e um com Paul Westhead. Treinando a equipe do Lakers, Sharman, Riley e Del Harris conquistaram o prêmio de NBA Coach of the Year Award em, respectivamente, 1972, 1990 e 1995. Kundla, Sharman e Jackson foram introduzidos no Basketball Hall of Fame como treinadores. George Mikan, Jim Pollard, Jerry West, Riley, Magic Johnson e Kurt Rambis treinaram o Lakers, mas foram introduzidos como jogadores. O atual treinador é Frank Vogel.

## Técnicos

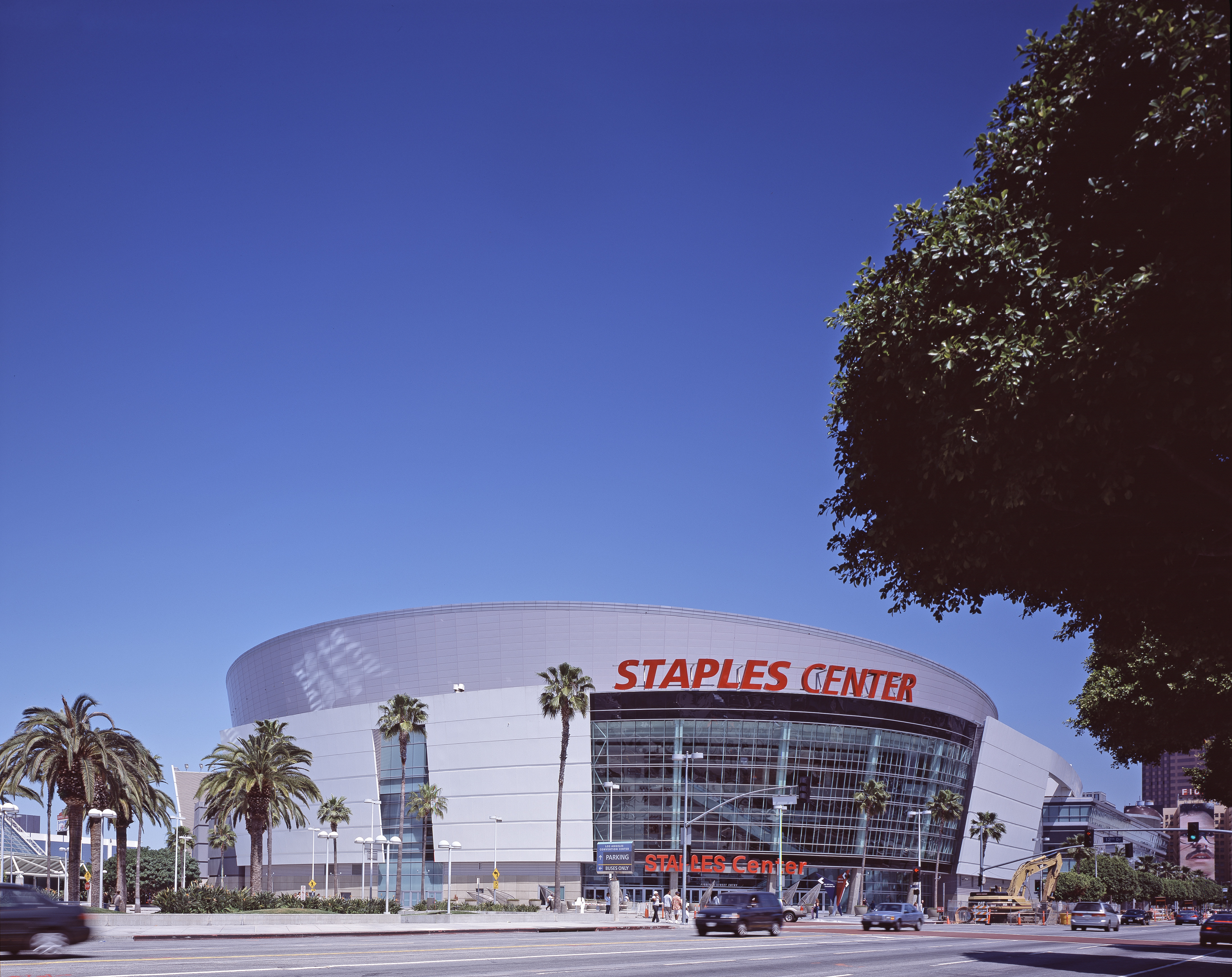
O Staples Center, ginásio onde o Los Angeles Lakers jogam desde 1999.

| #  | Número de técnicos                                       |
| J  | Jogos                                                    |
| V  | Vitórias                                                 |
| D  | Derrotas                                                 |
| %  | Porcentagem de vitória                                   |
| *¶ | Consta no Basketball Hall of Fame como técnico           |
| *  | Durante a sua carreira como jogador, fez parte do Lakers |
| ¶  | Escolhido como técnico da temporada                      |

| Minneapolis Lakers |                       |           |     |     |     |       |     |     |    |      | |        |
| 1                  | John Kundla*¶         | 1948–1957 | 620 | 380 | 240 | .613  | 82  | 54  | 28 | .659 | 5 Títulos (1949, 1950, 1952, 1953 e 1954) Um dos 10 melhores técnicos na história da NBA                            | [ 11 ] |
| 2                  | George Mikan*         | 1957–1958 | 39  | 9   | 30  | .231  | —   | —   | —  | —    | | [ 12 ] |
| —                  | John Kundla*¶         | 1958–1959 | 105 | 43  | 62  | .410  | 13  | 6   | 7  | .462 | Um dos 10 melhores técnicos na história da NBA                                                                      | [ 11 ] |
| 3                  | John Castellani*      | 1959–1960 | 36  | 11  | 25  | .306  | —   | —   | —  | —    | | [ 13 ] |
| 4                  | Jim Pollard           | 1960      | 39  | 14  | 25  | .359  | 9   | 5   | 4  | .556 | | [ 14 ] |
| Los Angeles Lakers |                       |           |     |     |     |       |     |     |    |      | |        |
| 5                  | Fred Schaus*          | 1960–1967 | 560 | 315 | 245 | .563  | 71  | 33  | 38 | .465 | | [ 15 ] |
| 6                  | Butch van Breda Kolff | 1967–1969 | 164 | 107 | 57  | .652  | 33  | 21  | 12 | .636 | | [ 16 ] |
| 7                  | Joe Mullaney          | 1969–1971 | 164 | 94  | 70  | .573  | 30  | 16  | 14 | .533 | | [ 17 ] |
| 8                  | Bill Sharman¶         | 1971–1976 | 410 | 246 | 164 | .600  | 37  | 22  | 15 | .595 | Técnico do ano da NBA (1971-72) 1 Título (1972)                                                                     | [ 18 ] |
| 9                  | Jerry West*           | 1976–1979 | 246 | 145 | 101 | .589  | 22  | 8   | 14 | .364 | | [ 19 ] |
| 10                 | Jack McKinney         | 1979      | 14  | 10  | 4   | .714  | —   | —   | —  | —    | | [ 20 ] |
| 11                 | Paul Westhead         | 1979–1981 | 161 | 111 | 50  | .689  | 19  | 13  | 6  | .684 | 1 Título (1980) | [ 21 ] |
| 12                 | Pat Riley¶            | 1981–1990 | 727 | 533 | 194 | .733  | 149 | 102 | 47 | .685 | Técnico do ano da NBA de 1989-90 4 Títulos (1982, 1985, 1987 e 1988) Um dos 10 melhores técnicos na história da NBA | [ 6 ]  |
| 13                 | Mike Dunleavy         | 1990–1992 | 164 | 101 | 63  | .616  | 23  | 13  | 10 | .565 | | [ 22 ] |
| 14                 | Randy Pfund*          | 1992–1994 | 146 | 66  | 80  | .452  | 5   | 2   | 3  | .400 | | [ 23 ] |
| 15                 | Bill Bertka*          | 1994      | 2   | 1   | 1   | .500  | —   | —   | —  | —    | | [ 24 ] |
| 16                 | Magic Johnson*        | 1994      | 16  | 5   | 11  | .313  | —   | —   | —  | —    | | [ 25 ] |
| 17                 | Del Harris            | 1994–1999 | 340 | 224 | 116 | .659  | 36  | 17  | 19 | .472 | Técnico do ano da NBA (1994–95)                                                                                     | [ 26 ] |
| —                  | Bill Bertka*          | 1999      | 1   | 1   | 0   | 1.000 | —   | —   | —  | —    | | [ 24 ] |
| 18                 | Kurt Rambis*          | 1999      | 37  | 24  | 13  | .649  | 8   | 3   | 5  | .375 | | [ 27 ] |
| 19                 | Phil Jackson¶         | 1999–2004 | 410 | 287 | 123 | .700  | 92  | 64  | 28 | .696 | 3 Títulos (2000, 2001 e 2002) Um dos 10 melhores técnicos na história da NBA                                        | [ 28 ] |
| 20                 | Rudy Tomjanovich      | 2004–2005 | 43  | 24  | 19  | .558  | —   | —   | —  | —    | | [ 29 ] |
| 21                 | Frank Hamblen         | 2005      | 39  | 10  | 29  | .256  | —   | —   | —  | —    | | [ 30 ] |
| —                  | Phil Jackson¶         | 2005–2011 | 410 | 266 | 144 | .649  | 56  | 34  | 22 | .607 | 2 Títulos (2009 e 2010) Um dos 10 melhores técnicos na história da NBA                                              | [ 28 ] |